# Meiolania
Meiolania ("mały wędrowiec") to wymarły rodzaj żółwia nienależącego do żadnego współczesnego podrzędu (Cryptodira, Pleurodira), występował od środkowego miocenu aż do prawdopodobnie holocenu.

## Opis
Meiolania posiadała niezwykłą czaszkę, na której znajdowały się liczne wypukłości oraz przypominające rogi wyrostki. Dwa z tych rogów rozchodziły się do tyłu i na boki, co uniemożliwiało zwierzęciu schowanie głowy do skorupy. Ogon chroniony był przez kostne "pierścienie" przy nasadzie, które potem przechodziły w kolce. Meiolania może być uznana za przykład konwergencji z ankylozaurami i gliptodontami.
W Australii znaleziono 2 gatunki: M. brevicollis i nienazwany gatunek. Długość karapaksu nienazwanego gatunku mogła osiągać 2m, co sprawiałoby, że byłby to drugi pod względem wielkości żółw w historii. Przewyższałby go jedynie azjatycki Megalochelys atlas z pleistocenu. Najmniejszy gatunek to M. mackayi z Nowej Kaledonii, którego karapaks osiągał długość 70 cm. Ostatni z wyspowych gatunków to M. platyceps z Lord Howe.

## Ekologia
Meiolania była roślinożerna. Z racji faktu, że skamieniałości do roku 1925 pochodziły z plaż, uznawano rodzaj za żółwia wodnego. Obecnie przeważa pogląd, że był to żółw lądowy. Ostatnie badania zdają się burzyć tę hipotezę, sugerując tryb życia bardziej zbliżony do legwana morskiego.

## Odkrycie i taksonomia
Rodzaj został utworzony w 1886 roku na bazie skamieniałości z Lord Howe, Richard Owen stworzył w nim 2 gatunki- M. platyceps i M.minor (obecnie synonim poprzedniego gatunku). Były to pierwsze dobrze zachowane szczątki Meiolaniidae i posłużyły do identyfikacji wcześniej odkrytego rodzaju Ninjemys oweni (do 1992 znajdował się on w rodzaju Meiolania) jako pozostałości żółwi, a nie jak wcześniej sądzono, jaszczurek. Później do rodzaju został wrzucony gatunek Niolamia argentina, co wykluczyli autorzy kolejnych badań.
M. mackayi został opisany w 1925 roku na podstawie znaleziska z wyspy Walpole, z archipelagu Nowej Kaledonii. Był on mniejszy i drobniejszy niż M. platyceps. Szczątki są również znane z jaskiń Pindai na Grande Terre oraz z wyspy Tiga.
M. brevicollis został znaleziony w 1992 roku w skałach ze środkowego miocenu, z Carnfield Beds w północnej Australii i różnił się od M. platyceps bardziej płaską czaszką i innymi proporcjami rogów.
Nienazwany gatunek pochodzi ze środkowej części Australii, w formacji Wyandotte Creek w Queensland. Datowanie wykazało, że pochodziły z późnego pleistocenu, znalezisko składało się z czubków 3 rogów oraz kręgów ogonowych, które zostały opisane jako "niewiarygodnie duże". Gatunek jest określany pod nazwą M. cf platyceps, z racji największego podobieństwa, chociaż ich stan nie pozwala na rozpoznanie ponad rodzaj.
Pozostałości żółwi datowane na holocen z wysp Vanuatu, które znaleziono przeszukując sterty stworzone przez kulturę Lapita uznano za należące do rodzaju Meiolania jako nowy gatunek ?M. damelipi w 2010 roku. Po dokładniejszych analizach wykazano jednak, że nie pochodzą one od żadnego przedstawiciela Meiolaniidae, a znaleziskom brakuje rogów potylicznych, charakterystycznej cechy rodzaju Meiolania. Jest to o tyle nietypowe, że są one jednym z najczęstszych znalezisk pobliskich wysp Walpole i Lord Howe. Długie kości kończyn wskazują ku żółwiom lądowym, grupie która nigdy nie występowała w regionie Południowego Pacyfiku czy Australazji. Kolejne znaleziska również uznawane za ?M. damelpi lub blisko spokrewnionego gatunku, zostały znalezione w różnych częściach archipelagu Fiji, m.in. na Viti Levu, Vanua Levu, i na pomniejszych wyspach.

## Wymarcie
Uważa się, że M. platyceps wymarł na wyspie Lord Howe przed przybyciem człowieka, zapewne na skutek wzrostu poziomu morza spowodowanym cofającym się lądolodem.